# Floro Regino Pérez Díaz
Floro Regino Pérez Días (Velasco, 14 de marzo de 1906 - La Habana, 4 de septiembre de 1932) o conocido comúnmente como Floro Peréz fue un estudiante, director de una revista y referente político de la Revolución cubana.

## Biografía
Nació el 14 de marzo de 1906, en la cuna de una humilde familia campesina. Sus padres fueron Justo Pérez Pérez y Manuela Díaz Ruiz . Vivió su infancia en un barrio del poblado de Velasco, conocido como El Recreo. Siguió las ideas de liberación de Julio Antonio Mella, y Rubén Martínez Villenas. También mostró su odio a la dictadura de Machado,  a la que intervendría más tarde.
Ingresó en el Colegio Los Amigos de Holguín. Más tarde cursa el bachillerato en ese mismo centro docente y se gradua de bachiller en 1928. Después de estar graduado, el ayuntamiento de Gibara le proporciona una beca, por oposición, para estudiar en la Escuela Normal para Maestros de Oriente o también llamada Escuela Normal de Santiago de Cuba.
El 11 de enero de 1929, al enterarse de la muerte de Mella se pasea por las calles de Santiago de Cuba con una cinta de color negro en el brazo en señal de luto por el fallecimiento.
Estuvo en contra de la Prórroga de Poderes de Machado. Fundó la Revista Capdevila y más tarde en el año 1930 ocupa el puesto de director de la misma. Esta revista, órgano de los estudiantes orientales en poco tiempo se convirtió en tribuna en contra del gobierno de Machado. En una publicación denuncia gravemente el régimen de Gerardo Machado mediante la ilustración de un artículo de Máximo York.

### Confrontación con Ortíz
Arsenio Ortíz, persona nombrada en ese momento como supervisor de Oriente se encargaba de confrontar las insurrecciones y denuncias que aparecieran en esos momentos de parte de la población. Su hija, que era profesora de francés en la normal, le mantenía al tanto de lo que pasaba en la escuela y después Arsenio gracias a ella se había enterado de que Floro era el líder estudiantil. A partir de este momento Arsenio empezó a perseguir a Floro hasta su asesinato unos años después.
El 30 de mayo de 1930, Floro crea en Santiago la Falange Estudiantil Nacionalista. Integrada por varios estudiantes, estaba destinada en ese momento a elaborar un manifiesto en denuncia a la muerte de Julio Antonio Mella, manifiesto dirigido a los jóvenes y al pueblo cubano.
El 30 de septiembre de 1930 Floro dirigió las protestas de los estudiantes por la muerte en La Habana de Rafael Trejo, por lo que fue capturado y apresado en prisión. Al salir de la cárcel organizó un acto de recordación por el fallecimiento de Rafael Trejo, por lo que fue nuevamente a la prisión. El 9 de noviembre de ese mismo año fue muchos de los ciudadanos y pobladores de la ciudad de Holguin salieron a las calles a exigir su liberación. Durante los enfrentamientos por las fuerzas represivas fue asesinado el obrero Víctor Kindelán, mientras que otras personas salieron heridas. Floro al enterarse de esto se declara en huelga de hambre en protesta por este crimen cometido. 
En este momento Ortíz interviene en la normal para amenazar a los estudiantes de volver a las clases. Al llegar Otilia Aguirre le dijo a Ortíz: «solo los estudiantes volverán a las aulas si suelta a Floro». Inmediatamente la escuela fue rodeada por la policía durante 24 horas y entonces se produjo un movimiento nacional de estudiantes para exigir su liberación. Ante esta presión del estudiantado fue sacado de prisión el 23 de diciembre de 1930. 

### Últimos años de su vida

#### Persecución
Cuando empezó el curso de 1931 Ortíz se presentó en la escuela para intimidar a los estudiantes. A partir de eses día fue perseguido constantemente y tuvo que huir varias veces. Había huido hacia otra provincia y al volver a Holguín conoció a Antonio Guiteras. Después fue para La Habana y ahí hizo vínculos con la ABC y el Directorio Estudiantil Universitario. El 30 de noviembre de 1931 salió a la calle con un grupo de personas a protestar por cumplirse un año de la muerte de Trejo. Fue herido por la policía en una pierna. En mayo de 1932 preparó un atentado contra el dictador Machado que fue un fracaso. El 9 de julio de 1932 participó en el asesinato por justicia del capitán Miguel V. Calvo, por tener fama de gran torturador.  Vivió clandestinamente hasta que volvió a La Habana y su hermano y un amigo fueron a ayudarlo.

#### Asesinato
Fue atrapado en casa de un amigo suyo en la que guardaba armas para un atentado contra Machado. Se le torturó para que delatara a algunos de sus compañeros, para lo que se le sacaron las uñas, los ojos y lo castraron. Aun así no dijo ninguna palabra y se negó a decir algo sobre sus compañeros.
Fue asesinado el 4 de septiembre de 1932, apareciendo su cuerpo el día siguiente totalmente destrozado, torturado y baleado.

## Actualidad
Varios meses después, cuando cayó la dictadura de Machado, el antiguo nombre del poblado cercano a su pueblo natal, Barceló, fue renombrado a Floro Peréz. Actualmente este poblado sigue llamándose así en honor al estudiante Floro Pérez por su fallecimiento.
Después del triunfo de la Revolución cubana y varios años después de su muerte, la escuela en la que estudio, la Escuela Normal para Maestros de Oriente o popularmente llamada "la Normal" fue también renombrada y eligió como mártir a Floro Peréz Díaz después de unas restauraciones y ser declarada monumento nacional en 1998. Actualmente esa escuela tiene una matrícula de 510 estudiantes y se cursa para ser maestros de primaria por 4 años de estudio.